# Перл-Рівер (округ, Міссісіпі)
Шаблон:StateAbbr_ 30°46′ пн. ш. 89°35′ зх. д. / 30.77° пн. ш. 89.59° зх. д.
Округ  Перл-Рівер (англ. Pearl River County) — округ (графство) у штаті Міссісіпі, США. Ідентифікатор округу 28109.

## Історія
Округ утворений 1890 року.

## Демографія
За даними перепису 
2000 року 
загальне населення округу становило 48621 осіб, зокрема міського населення було 14773, а сільського — 33848.
Серед мешканців округу чоловіків було 23606, а жінок — 25015. В окрузі було 18078 домогосподарств, 13583 родин, які мешкали в 20610 будинках.
Середній розмір родини становив 3,08.
Віковий розподіл населення поданий у таблиці:
| Стать    | До 15 років | 15-21 | 22-29 | 30-39 | 40-49 | 50-65 | 65-85 | Понад 85 |
| -------- | ----------- | ----- | ----- | ----- | ----- | ----- | ----- | -------- |
| Чоловіки | 5512        | 2616  | 2199  | 3232  | 3421  | 4028  | 2445  | 153      |
| Жінки    | 5293        | 2553  | 2413  | 3452  | 3581  | 4195  | 3077  | 451      |

## Суміжні округи
- Ламар — північ
- Форрест — північний схід
- Стоун — схід
- Генкок — південь
- Сент-Таммані, Луїзіана — південний захід
- Вашингтон, Луїзіана — захід
- Меріон — північний захід

## Виноски
1. ↑  U.S. Decennial Census. United States Census Bureau. Архів оригіналу за 26 квітня 2015. Процитовано 6 листопада 2014.
2. ↑  Historical Census Browser. University of Virginia Library. Архів оригіналу за 11 серпня 2012. Процитовано 6 листопада 2014.
3. ↑  Population of Counties by Decennial Census: 1900 to 1990. United States Census Bureau. Архів оригіналу за 28 грудня 2014. Процитовано 6 листопада 2014.
4. ↑  Census 2000 PHC-T-4. Ranking Tables for Counties: 1990 and 2000 (PDF). United States Census Bureau. Архів оригіналу (PDF) за 18 грудня 2014. Процитовано 6 листопада 2014.
5. ↑  State & County QuickFacts. United States Census Bureau. Архів оригіналу за 7 червня 2011. Процитовано 5 вересня 2013.(англ.) Наведено за англійською вікіпедією.
6. ↑  QuickFacts. Pearl River County, Mississippi. United States Census Bureau. Архів оригіналу за 8 серпня 2019. Процитовано 8 серпня 2019.
7. ↑  American FactFinder. Бюро перепису населення США. Архів оригіналу за 26 лютого 2012. Процитовано 31 січня 2008.

| США | Це незавершена стаття з географії США. Ви можете допомогти проєкту, виправивши або дописавши її. |